# Cobalo
El cobalo (en griego Κόβαλος, Kóbalos, en plural Κόβαλοι, Kóbaloi) era un tipo de duende en la mitología griega, relacionado con el mito de los cercopes. Son compañeros de Dioniso y podían adoptar esa forma a guisa de Dioniso Coremanes, «frenético en la danza», o Eolomorfo. Los cobalos fueron introducidos por los autores clasicistas del s. XIX, en base a la mitología comparada. Los padres utilizaban la fábulas de los cobalos a guisa de coco.
 

Según palabras de Robert Brown: 
«Hemos visto que los cabiros, hijos de Ptah [Hefesto], eran representados como pigmeos fálicos, y esta circunstancia se los relaciona con los cercopes y los cobalos, que en la leyenda eran enanos o gnomos insolentes, ladrones, graciosos, ociosos y traviesos, que robaban a Heracles mientras dormía y fueron capturados por él. Divirtiéndose con sus travesuras, les perdonó la vida y, según un relato, se los regaló a la reina lidia Onfalia».
Los clasicistas propusieron que otros seres del folclore europeo pueden derivar de la creencia de los cobalos. Entre ellos se incluye el boggart del norte de Inglaterra, el bogle escocés, el goblin francés, el gobelino medieval, el kobold alemán y el Puck inglés. Asimismo, los nombres de muchos espíritus europeos pueden derivar de la palabra kobalos, en la versión en latín cobalus, luego posiblemente en francés como gobelino, el duende inglés y el coblyn galés.